# 海星学校旧址
海星学校旧址，位于山东省威海市环翠区文化路5号鲸园小学，是中华人民共和国山东省文物保护单位之一。
2006年12月7日，授予山东省文物保护单位，是一座近现代重要史迹及代表性建筑。